# Architektúra (könyvsorozat)
Az Architektúra egy magyar építészettörténeti könyvsorozat.

## Története, jellemzői
Az Architektúra nevéhez híven egy építészeti könyvsorozat volt, amely az Akadémiai Kiadó gondozásában jelent meg 1966 és 1993 között. A sajátos sorozat kis, majdnem négyzet alakú (23 x 20 cm) kötetekben építészéletrajzokat tartalmaz. A kötetek alapvetően kis terjedelműek (általában 70-90 oldal), és két fő részből állnak: először az építész életrajz, nevezetes műveinek felsorolása, azok méltatása, jegyzetek, és az irodalomjegyzék szöveges része van. A kötet második részét kisebb-nagyobb fekete-fehér fényképek, néha archív rajzos ábrázolások alkotják az építész munkáiról. Az életrajzokat magyar szerzők írták.
Néhány kötet építészeti csoportok munkáját ismertette.
A kötetek számozást nem kaptak.

## Részei kiadási év sorrendben
- 1974 előtt Magyarországon nem használtak ISBN számot.

### Magyar építészek
| Szerző           | Cím               | Élt       | Kiadás éve | Oldalszám | ISBN szám          | Elektronikus elérhetőség |
| ---------------- | ----------------- | --------- | ---------- | --------- | ------------------ | ------------------------ |
| Dercsényi Balázs | Árkay Aladár      | 1868–1932 | 1967       | 63        |                    |                          |
| Beke László      | Kozma Lajos       | 1884–1948 | 1968       | 86        |                    |                          |
| Major Máté       | Breuer Marcel     | 1902–1981 | 1970       | 94        |                    |                          |
| Pál Balázs       | Kós Károly        | 1883–1977 | 1971       | 71        |                    |                          |
| Major Máté       | Goldfinger Ernő   | 1902–1987 | 1973       | 90        |                    |                          |
| Mendöl Zsuzsa    | Málnai Béla       | 1878–1941 | 1974       | 93        |                    |                          |
| Kubinszky Mihály | Györgyi Dénes     | 1886–1961 | 1974       | 76        | ISBN 963-05-0406-5 | ,                        |
| Kathy Imre       | Medgyaszay István | 1877–1959 | 1979       | 48        | ISBN 963-05-1686-1 |                          |
| Major Máté       | Vágó Péter        | 1910–2002 | 1982       | 74        | ISBN 963-05-3147-x |                          |
| Mezei Ottó       | Molnár Farkas     | 1897–1945 | 1987       | 90        | ISBN 963-05-4327-3 |                          |
| Bakonyi Tibor    | Magyar Ede        | 1877–1912 | 1989       | 80        | ISBN 963-05-4981-6 |                          |

### Külföldi építészek
| Szerző           | Cím                    | Élt       | Kiadás éve | Oldalszám | ISBN szám          | Elektronikus elérhetőség |
| ---------------- | ---------------------- | --------- | ---------- | --------- | ------------------ | ------------------------ |
| Major Máté       | Pier Luigi Nervi       | 1891–1979 | 1966       | 60        |                    |                          |
| Kubinszky Mihály | Adolf Loos             | 1870–1933 | 1967       | 67        |                    |                          |
| Nagy Elemér      | Le Corbusier           | 1887–1965 | 1969       | 88        |                    |                          |
| Máté Pál         | Richard Neutra         | 1892–1970 | 1970       | 80        |                    |                          |
| Preisich Gábor   | Walter Gropius         | 1883–1969 | 1972       | 95        |                    |                          |
| Kósa Zoltán      | Kenzo Tange            | 1913–2005 | 1973       | 99        |                    |                          |
| Nagy Elemér      | Erik Gunnar Asplund    | 1885–1940 | 1974       | 82        | ISBN 963-05-0057-4 |                          |
| Juhász László    | Alexander Bodon        | 1906–1993 | 1977       | 70        | ISBN 963-05-1208-4 |                          |
| Kubinszky Mihály | Bohuslav Fuchs         | 1895–1972 | 1977       | 77        | ISBN 963-05-1344-7 |                          |
| Bonta János      | Mies van der Rohe      | 1886–1969 | 1978       | 95        | ISBN 963-05-1618-7 |                          |
| Winkler Oszkár   | Bruno Taut             | 1880–1938 | 1980       | 43        | ISBN 963-05-2950-5 |                          |
| Szilágyi István  | Aris Konsztantinidis   | 1913–1993 | 1982       | 88        | ISBN 963-05-2951-3 |                          |
| Winkler Oszkár   | Alvar Aalto            | 1898–1976 | 1982       | 43        | ISBN 963-05-2950-5 |                          |
| Preisich Gábor   | Ernst May              | 1886–1970 | 1983       | 102       | ISBN 963-05-3193-3 |                          |
| Moravánszky Ákos | Antoni Gaudí           | 1852–1926 | 1984       | 76        | ISBN 963-05-3422-3 |                          |
| Kubinszky Mihály | Otto Wagner            | 1841–1918 | 1988       | 86        | ISBN 963-05-4879-8 |                          |
| Ferkai András    | Konsztantyin Melnyikov | 1890–1974 | 1988       | 103       | ISBN 963-05-4517-9 |                          |
| Klein Rudolf     | Joze Plecnik           | 1872–1957 | 1992       | 125       | ISBN 963-05-6253-7 |                          |

### Egyéb tematikájú kötetek
| Szerző                       | Cím                               | Kiadás éve | Oldalszám | ISBN szám          | Elektronikus elérhetőség |
| ---------------------------- | --------------------------------- | ---------- | --------- | ------------------ | ------------------------ |
| Lucien Hervé                 | Építészet és fénykép              | 1968       | 67        |                    |                          |
| Gábor Eszter                 | A CIAM magyar csoportja 1928–1938 | 1972       | 80        |                    |                          |
| Bonta János                  | Skidmore, Owings & Merrill        | 1982       | 94        | ISBN 963-05-3038-4 |                          |
| Tihanyi Judit – Halmos Gábor | Az amszterdami iskola 1910–1930   | 1993       | 50        | ISBN 963-05-6441-6 |                          |